# Vitas Prabulis
 (mars 2021).
Si vous disposez d'ouvrages ou d'articles de référence ou si vous connaissez des sites web de qualité traitant du thème abordé ici, merci de compléter l'article en donnant les références utiles à sa vérifiabilité et en les liant à la section « Notes et références ».
Vitas Prabulis, connu sous le pseudonyme de « Žaibas » (date de naissance inconnue, décédé le 13 décembre 1949 à Szlinokiemie (en)) est un partisan anti-communiste lituanien de la période d'après-guerre, l'un des plus connus dans la région de Suwałki.
Originaire du village de Mockov, ses parents étaient propriétaires d'une grande ferme, les autorités soviétiques les désignèrent donc comme koulaks. Son frère, Jonas Prabulis fut aussi membre du mouvement national clandestin.
Pendant la période d'après-guerre, ses actions se concentreront sur la région de Suwałki, où à l'époque habitaient beaucoup de lituaniens, qui le soutenaient matériellement. Pendant un moment, il fut membre du groupe de partisans polonais dirigé par Jan Sadowski et Piotr Burnyn. À la fin de sa vie, il se cachait avec Jurgis Kriksčiunas à Szlinokiemie. Sa cachette se trouvait dans des bunkers souterrains dans la forêt de pins de Józef Jakimowicz. La famille de Prabulis leur fut d'un grand aide, tout comme la famille Peronel Savickait-Valincien, Sigitas et Alfons Valinciusow ainsi que Pauliukonis. Ils planifiaient de livrer des informations à l'Ouest sur le thème de la persécution stalinienne sur les territoires lituaniens.
Il disparut à la suite de l'intervention du Bataillon d'Intervention Rapide de Białystok. Les soldats ont entouré de trois ceintures la forêt où il se cachait. Les partisans furent surpris lors de la préparation d'un colis, désespérés, ils décidèrent de se suicider. Prabulis se tira une balle dans la bouche et mourut sur place, tandis que Kriksčiunas est mort en route vers l'hôpital. Vitas Prabulis fut enterré dans un endroit inconnu dans la région de Suwałki. Toutes les personnes ayant aidé Vitas Prabulis, furent réprimés sévèrement, leur fortune confisquée.